# Die Ninja-Turtles
Die Ninja-Turtles (engl. Ninja Turtles: The Next Mutation) ist der Titel einer auf den Comics um die Teenage Mutant Ninja Turtles basierenden, kurzlebigen Realserie aus den späten 1990er Jahren. Im deutschsprachigen Raum wurde die Serie zuerst bei RTL im Samstagsmorgenprogramm ausgestrahlt.

## Inhalt
Die Serie adaptiert erneut die bekannte Rahmenhandlung der vier Turtles Leonardo, Raphael, Donatello, Michelangelo, Meister Splinter und ihrem Erzfeind Shredder. Die Serie wird jedoch um einen weiteren fünften Turtle erweitert, der verschollenen Schwester der Turtles Mei Pieh Chi, auch bekannt unter ihrem Spitznamen Venus de Milo (benannt nach der berühmten Statue Venus von Milo). Um Sie einzuführen, wurde die „Entstehungsgeschichte“ der Turtles dahingehend geändert, dass es nicht vier, sondern fünf Schildkröten waren, die in Kontakt mit der geheimnisvollen radioaktiven, grünen Flüssigkeit gekommen sind, die zu ihrer Mutation führte. Jedoch gelang es Splinter lediglich vier von ihnen aufzusammeln; die Fünfte, Venus, trieb in der Kanalisationsströmung ab. Sie gelangte so bis ins Chinatown von New York, wo ein chinesischer Shinobi namens Chung I sie fand und sich ihrer annahm. Chung I nahm Venus mit in seine Heimatstadt Shanghai, zog sie auf und lehrte sie die Kampfkünste der Shinobi.
Auf dem Totenbett offenbarte Chung I Venus ihre wahre Herkunft, woraufhin diese nach New York zurückkehrte und dort ihre Brüder traf. In New York kämpfen Venus und ihre Brüder gemeinsam gegen einen neuen Gegner, den so genannten „Drachenlord“, der eine Armee humanoider Drachen befehligt.

## Weiteres
Die Serie orientiert sich weder an den Kinofilmen noch an der ein Jahr zuvor eingestellten sehr erfolgreichen Zeichentrickserie. Neben der Einführung des weiblichen, fünften Turtles Venus de Milo gibt es noch weitere, auffällige Unterschiede zu den bisherigen Turtles-Adaptionen (und der Comicvorlage). Leonardo kämpft mit einem zweischneidigen Ninjatō anstelle seiner Katana und da Nunchaku vielerorts verboten sind, erhielt Michelangelo stattdessen ein Paar Tonfa als typische Waffe.

## Kritik
Die Serie ist wohl die bei den Fans unbeliebteste Turtles-Serie und wurde bereits nach einer Staffel eingestellt (eine zweite, computeranimierte Staffel war zwar geplant, wurde aber nie fertiggestellt).
Ein Grund für den Misserfolg war die Einführung von Venus de Milo. Sie war sehr unbeliebt bei den Fans und wurde von vielen als vollkommen überflüssig angesehen. Warum sie überhaupt erfunden wurde, ist nicht ganz klar. Diesbezüglich gibt es zwei Theorien:
1. Es könnte sein, dass Venus vom Fernsehsender Fox erfunden wurde und die beiden Schöpfer der Turtles gezwungen wurden, sie in die Serie miteinzubinden.
2. Andere glauben, Venus sei von Turtles-Miterfinder Kevin Eastman erschaffen worden, da er ihre Figur als gute Idee empfand.

Welche der Theorien auch wahr sein möge, klar ist, dass der Turtles-Miterfinder Peter Laird Venus nicht leiden kann; er hat sogar für kurze Zeit ihr Profil von der offiziellen Internetpräsenz gelöscht.
Ein weiterer Grund für die große Kritik war, dass in dieser Serie die Turtles – entgegen sämtlichen anderen Adaptionen – nicht blutsverwandt sind.
Auch wurde die Kampfkunst von Venus zu einem Kritikpunkt: Die Künste der Shinobi wurden in dieser Serie als eine Art Magie dargestellt und damit klar vom Ninjutsu getrennt. Eigentlich ist das Wort „Shinobi“ jedoch nur ein anderer Begriff für „Ninja“. Es gibt also keinen Unterschied zwischen Ninjas und Shinobi.
Viele fanden es zudem als unpassend, dass Venus’ Meister, Chung I, aus China stammte, obwohl Ninjas in Japan beheimatet sind. Zwar ist ein chinesischer Ninja nicht undenkbar, aber vielen gefiel diese Vorstellung nicht.
Ein weiterer schwerwiegender Kritikpunkt neben dem neuen Turtle Venus war aber ihre Handlung selbst und damit auch ihr Humor. Viele empfanden diesen als dümmlich und zu stark angelehnt an den Humor der Serie Power Rangers. Neben dieser stilistischen gibt es noch eine weitere Verbindung zwischen dieser Turtles-Serie und den Power Rangers: In der Power-Rangers-Folge Power Rangers: In Space: Feinde aus dem Untergrund kommt es mit einem Gastauftritt zu einem Crossover der beiden Serien.
Außerdem tauchte der eigentliche Erzfeind der Turtles, Shredder, nur in den ersten zwei Folgen auf.

## Synchronisation
Die deutsche Synchronisation wurde bei FFS München erstellt. Dialogbuch und Synchronregie führte Arne Elsholtz.
| Rolle                 | Schauspieler             | Englischer Sprecher | Deutscher Sprecher    |
| --------------------- | ------------------------ | ------------------- | --------------------- |
| Leonardo              | Gabe Khouth              | Michael Dobson      | Silvan-Pierre Leirich |
| Michelangelo          | Jarreed Blancard         | Kirby Morrow        | Florian Halm          |
| Donatello             | Ricard Yaw               | Jason Gray-Stanford | Jan Odle              |
| Raphael               | Mitchell A. Lee Yuen     | Matt Hill           | Oliver Mink           |
| Venus de Milo         | Nicole Parker            | Lalainia Lindbjerg  | Katrin Fröhlich       |
| Splinter              | Fiona Scotty             | Stephen Mendel      | Arne Elsholtz         |
| Shredder / Oroku Saki | Patrick Pon              | Patrick Pon         | Thomas Albus          |
| Drachenlord           | Gerald Wong              | Christopher Gaze    | Ekkehardt Belle       |
| Wick                  | Adam Behr Bill Terezakis | Lee Tockar          | Willi Röbke           |
| Dr. Quease            | Simon Webb               |                     | Horst Sachtleben      |
| Silver                | Gary Chalk               |                     | Hartmut Neugebauer    |
| Bonesteel             | Scott McNeil             |                     | Gudo Hoegel           |

## Episodenliste
| Episode | Deutscher Titel               | Erstausstrahlung (DE) | Originaltitel             | Erstausstrahlung (USA) |
| ------- | ----------------------------- | --------------------- | ------------------------- | ---------------------- |
| 01      | Im Osten viel Neues, Teil 1   | 27. September 1998    | East meets West - Part 1  | 12. September 1997     |
| 02      | Im Osten viel Neues, Teil 2   | 27. September 1998    | East meets West - Part 2  | 19. September 1997     |
| 03      | Im Osten viel Neues, Teil 3   | 4. Oktober 1998       | East meets West - Part 3  | 26. September 1997     |
| 04      | Im Osten viel Neues, Teil 4   | 11. Oktober 1998      | East meets West - Part 4  | 3. Oktober 1997        |
| 05      | Im Osten viel Neues, Teil 5   | 18. Oktober 1998      | East meets West - Part 5  | 10. Oktober 1997       |
| 06      | Venus wird erwachsen          | 25. Oktober 1998      | Staff of Bu-Ki            | 17. Oktober 1997       |
| 07      | Affige Goldgier               | 8. November 1998      | Silver & Gold             | 31. Oktober 1997       |
| 08      | Ein ganz verrückter Professor | 22. November 1998     | Meet Dr. Quease           | 14. November 1997      |
| 09      | Auf der Pirsch                | 29. November 1998     | All in the Family         | 24. Oktober 1997       |
| 10      | Ein Doktor auf Abwegen        | 6. Dezember 1998      | Trusting Dr. Quease       | 11. Mai 1998           |
| 11      | Ein Millionär hat’s schwer    | 13. Dezember 1998     | Windfall                  | 21. November 1997      |
| 12      | Ein tierisches Fest           | 13. Dezember 1998     | Turtles Night Out         | 7. November 1997       |
| 13      | Doppelgänger                  | 20. Dezember 1998     | Mutant Reflections        | 6. April 1998          |
| 14      | Der harte Weg zum Ruhm        | 20. Dezember 1998     | Truth or Consequences     | 28. November 1997      |
| 15      | Gefahr aus dem Netz           | 27. Dezember 1998     | Sewer Crash               | 13. Mai 1998           |
| 16      | Affenalarm                    | 3. Januar 1999        | Going Ape                 | 27. April 1998         |
| 17      | Alte Feinde - Neue Feinde     | 3. Januar 1999        | Enemy of my Enemy         | 14. Mai 1998           |
| 18      | König Wick                    | 10. Januar 1999       | King Wick                 | 23. April 1998         |
| 19      | Der gute Drache               | 10. Januar 1999       | The Good Dragon           | 12. Mai 1998           |
| 20      | Der Hausgast                  | 17. Januar 1999       | The Guest                 | 5. Mai 1998            |
| 21      | Bruderzwist                   | 17. Januar 1999       | Like Brothers             | 24. April 1998         |
| 22      | Herzflattern, Teil 1          | 24. Januar 1999       | Unchain my Heart - Part 1 | 6. Februar 1998        |
| 23      | Herzflattern, Teil 2          | 24. Januar 1999       | Unchain my Heart - Part 2 | 13. Februar 1998       |
| 24      | Herzflattern, Teil 3          | 31. Januar 1999       | Unchain my Heart - Part 3 | 20. Februar 1998       |
| 25      | Herzflattern, Teil 4          | 7. Februar 1999       | Unchain my Heart - Part 4 | 27. Februar 1998       |
| 26      | Frauen unerwünscht            | 7. Februar 1999       | Who Need Her              | 15. Mai 1998           |

## DVD-Veröffentlichung
Es wurden mehrere DVDs zur Serie durch die Label Cent Entertainment und Best Entertainment veröffentlicht.
Laut einem Eintrag auf Amazon.de wird die Serie nun von FM Kids vertrieben.
| Name                 | Veröffentlichung   | Kurzinformationen | Disks | FSK           |
| -------------------- | ------------------ | --- | ----- | ------------- |
| Special Edition      | 25. August 2005    | Enthält die ersten 12 Folgen der Serie, nur mit dt. Ton. | 4     | Ab 12. Jahren |
| Volume 1             | 22. Dezember 2005  | Enthält die ersten 3 Folgen der Serie, nur mit deutschem Ton.                                                                                                | 1     | Ab 12 Jahren  |
| Volume 2             | 22. Dezember 2005  | Enthält die Folgen 4 bis 6 der Serie, nur mit deutschem Ton.                                                                                                 | 1     | Ab 12 Jahren  |
| Volume 3             | 22. Dezember 2005  | Enthält die Folgen 7 bis 9 der Serie, nur mit deutschem Ton.                                                                                                 | 1     | Ab 12 Jahren  |
| Volume 4             | 22. Dezember 2005  | Enthält die Folgen 10 bis 12 der Serie, nur mit deutschem Ton.                                                                                               | 1     | Ab 12 Jahren  |
| 25. Jubiläum Edition | 1. Dezember 2009   | Enthält die Folgen 13 bis 15 der Serie, nur mit dt. Ton. | 1     | Ab 6 Jahren   |
| Volume 1             | 28. Juni 2013      | Enthält die Folgen 1 bis 13 der Serie, nur mit dt. Ton. Als Extra enthält die Box die Power Rangers/Ninja Turtles Crossover-Folge Feinde aus dem Untergrund. | 2     | Ab 6 Jahren   |
| Volume 2             | 20. September 2013 | Enthält die Folgen 14 bis 26 der Serie, nur mit dt. Ton. | 2     | Ab 6 Jahren   |